# نشریه علمی

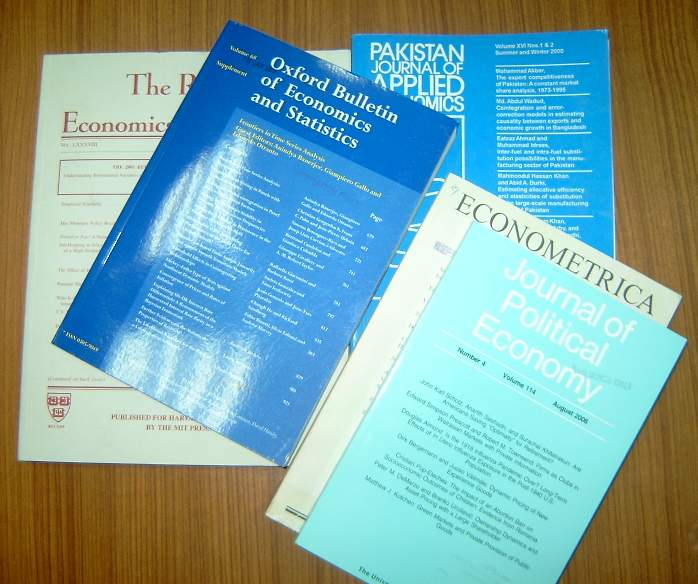
انواع مختلفی از نشریه‌های دانشگاهی داوری همپا؛ نشریه‌های آورده شده، دربارهٔ علم اقتصاد هستند.

نشریه علمی، مجله علمی یا ژورنال علمی (به انگلیسی: scientific journal) نشریه‌ای است که به صورت منظم پژوهش‌هایی را در زمینهٔ یک رشتهٔ دانشگاهی خاص با استفاده از داوری همتا منتشر می‌کند. این مجلات محلی برای معرفی دقیق پژوهش‌های نو و نقد پژوهش‌های موجود است. محتویات این نشریات در قالب مقاله عرضه شده و غالباً شامل تحقیقات دست اول، مقالات مروری و نقد کتاب است. بنابر گفتهٔ نخستین سردبیر قدیمی‌ترین نشریهٔ دانشگاهی جهان، هنری اولدنبرگ، هدف یک نشریهٔ دانشگاهی، دادن فرصتی به محققان در «اثر گذاشتن بر دانش دیگران، مشارکت در بهبود دانش و دستیابی به تکامل فلسفی و علمی است». اصطلاح نشریهٔ دانشگاهی به تمامی نشریه‌های علمی و پژوهشی در تمامی زمینه‌ها و شاخه‌های دانشی یا حتی میان رشته‌ای اشاره دارد.
مجله‌های علمی با چاپ مقالات و نتایج پژوهش‌های محققان سراسر جهان به ایجاد ساختار نظام‌مند در علم کمک می‌کنند، به این صورت که می‌توان با دنبال کردن ارجاعات مختلف در این نشریات، روند حرکت علم و رشد آن را نیز بررسی کرد.
نشریه‌های علمی بسیار زیادی در حال حاضر به شکل‌های مختلف چاپ کاغذی یا فقط به صورت آنلاین و الکترونیک انتشار می‌یابند و چندین سایت مهم به نمایه و ارائه فهرست آن‌ها می‌پردازند. یکی از وبسایت‌ها، سایت بسیار مهم Scopus است که متعلق به انتشارات الزویر می‌باشد. استفاده کامل از خدمات این وبسایت نیازمند عضویت و خرید دسترسی می‌باشد، ولی اطلاعات عمومی را می‌توان به صورت رایگان نیز دریافت کرد.
در کشور ایران نشریه‌های علمی- پژوهشی باید از وزارت علوم یا وزارت بهداشت مجوز دریافت نمایند. در حال حاضر حدود ۲۵۰۰ مجله علمی در کشور مجوز دارند ولی همه آنها فعال نیستند. از بین این مجلات، ۱۵۰۰ ژورنال توسط دانشگاه‌ها و پژوهشگاه‌های سراسر کشور منتشر می‌شوند. در ایران، پایگاه استنادی جهان اسلام ISC وظیفه نمایه‌سازی مجلات علمی را بر عهده دارد.